# Брисли, Холли
Хо́лли Бри́сли (англ. Holly Brisley; 11 января 1978, Аделаида, Южная Австралия, Австралия) — австралийская актриса.

## Биография
Холли Брисли родилась 11 января 1978 года в Аделаиде (штат Южная Австралия, Австралия), но ещё в раннем детстве она переехала вместо со своей семьёй в Голд-Кост (штат Квинсленд, Австралия). В начале 1990-х годов Брисли занималась танцами.
Холли окончила «Mary Mount Primary School».

## Карьера
Холли дебютировала в кино в 1993 году, сыграв роль Тони Смит в фильме «Наводнение: Кто спасёт наших детей?». В 2002 году Брисли сыграла роль женщины на видео-обучении в фильме «Скуби-Ду». Всего она сыграла в 20-ти фильмах и телесериалах.

## Личная жизнь
С 11 февраля 2006 года Холли замужем за директором по маркетингу Полом Фордом. У супругов есть двое детей — сын Леви Харпер Форд (род. 16.07.2009) и дочь Уиллоу Джейд Форд (род. 20.07.2012).

## Проблемы со здоровьем
Холли страдает целиакией.

## Избранная фильмография
| Год       |    | Русское название                               | Оригинальное название                    | Роль                      |
| --------- | -- | ---------------------------------------------- | ---------------------------------------- | ------------------------- |
| 1993      | тф | Наводнение: Кто спасёт наших детей?            | The Flood: Who Will Save Our Children?   | Тоня Смит                 |
| 1999—2001 | с  | Повелитель зверей                              | BeastMaster                              | Хайсо/Кодо-женщина        |
| 2002      | ф  | Скуби-Ду                                       | Scooby-Doo                               | женщина на видео-обучении |
| 2003      | ф  | Матрица: Перезагрузка                          | The Matrix Reloaded                      | женщина в ресторане       |
| 2005      | тф | Династия: За кулисами секса, алчности и интриг | Dynasty: The Making of a Guilty Pleasure | Хезер Локлир              |
| 2011      | ф  | Синдбад и Минотавр                             | Sinbad and The Minotaur                  | Тара                      |